# Mario Jannarilli
Mario Jannarilli (Roma, 4 settembre 1941 – 17 dicembre 2002) è stato un calciatore italiano, di ruolo difensore.

## Carriera
Stopper cresciuto nel Sora, debutta in Serie B con la Sambenedettese nella stagione 1962-1963 e negli anni successivi disputa altri tre campionati di Serie C con i marchigiani.
Nel 1966 si trasferisce al Taranto con cui vince il campionato di Serie C 1968-1969 con la fascia di capitano e disputa altri due campionati di Serie B, prima di passare al Savoia e poi al Frosinone in Serie C e terminare la carriera calcistica nel 1976.

## Palmarès

### Club

#### Competizioni nazionali
- Serie C: 1

Taranto: 1968-1969